# Indiai labdarúgó-bajnokság (első osztály)
Az I-League (más néven Hero I League) az indiai labdarúgás elsődleges első osztályú bajnoksága. Az Indiai labdarúgó-szövetség keretein belül működik, jelenleg 11 csapat indul és az I-League 2nd Division-ba esnek ki a szezon végén. Több híres játékos megfordult a 2013-ban alapított új Indiai Szuperligában, többek közt Alessandro Del Piero, Robert Pirès, David James, Fredrik Ljungberg, Joan Capdevila, és David Trezeguet.Egyedüli magyar játékosként Vadócz Krisztián szerepelt a bajnokságban.

## Részt vevő klubok (2017-18)
| Csapat             | Város     | Állam         | Stadion                    | Férőhely |
| ------------------ | --------- | ------------- | -------------------------- | -------- |
| Aizawl             | Aizawl    | Mizoram       | Rajiv Gandhi Stadion       | 0        |
| Chennai City       | Csennai   | Tamilnádu     | Jawaharlal Nehru Stadion   | 0        |
| Churchill Brothers | Salcete   | Goa           | Tilak Maidan Stadion       | 0        |
| East Bengal        | Kalkutta  | Nyugat-Bengál | Barasat Stadion            | 0        |
| Minerva Punjab     | Ludhijána | Pandzsáb      | Guru Nanak Stadion         | 0        |
| Mohun Bagan        | Kalkutta  | Nyugat-Bengál | Rabindra Sarobar Stadion   | 0        |
| NEROCA             | Imphal    | Manipur       | Khuman Lampak Main Stadion | 0        |
| Shillong Lajong    | Shillong  | Meghálaja     | Jawaharlal Nehru Stadion   | 0        |

## Eddigi bajnokok
| Szezon  | Bajnok             |
| ------- | ------------------ |
| 2007–08 | Dempo              |
| 2008–09 | Churchill Brothers |
| 2009–10 | Dempo              |
| 2010–11 | Salgaocar          |
| 2011–12 | Dempo              |
| 2012–13 | Churchill Brothers |
| 2013–14 | Bengaluru          |
| 2014–15 | Mohun Bagan        |
| 2015–16 | Bengaluru          |
| 2016–17 | Aizawl             |
| 2017–18 | Minerva Punjab     |
| 2018–19 | Chennai City       |
| 2019–20 | Mohun Bagan        |
| 2020–21 | Gokulam Kerala     |

## Rekordok
| Szezon  | Játékos               | Klub                  | Gólok             | Hiv.(s) |
| ------- | --------------------- | --------------------- | ----------------- | ------- |
| 2007–08 | Odafe Onyeka Okolie   | Churchill Brothers    | 22                | [ 2 ]   |
| 2008–09 | Odafe Onyeka Okolie   | Churchill Brothers    | 26                | [ 2 ]   |
| 2009–10 | Odafe Onyeka Okolie   | Churchill Brothers    | 22                | [ 2 ]   |
| 2010–11 | Ranti Martins         | Dempo                 | 30                | [ 2 ]   |
| 2011–12 | Ranti Martins         | Dempo                 | 32                | [ 3 ]   |
| 2012–13 | Ranti Martins         | Prayag United         | 27                | [ 4 ]   |
| 2013–14 | Sunil Chhetri         | Bengaluru FC          | 14                | [ 5 ]   |
| 2013–14 | Darryl Duffy          | Salgaocar             | 14                | [ 5 ]   |
| 2013–14 | Cornell Glenn         | Shillong Lajong       | 14                | [ 5 ]   |
| 2014–15 | Ranti Martins         | East Bengal           | 17                | [ 6 ]   |
| 2015–16 | Ranti Martins         | East Bengal           | 12                | [ 7 ]   |
| 2016–17 | Aser Pierrick Dipanda | Shillong Lajong       | 11                | [ 8 ]   |
| 2017–18 | Aser Pierrick Dipanda | Mohun Bagan           | 13                | [ 9 ]   |
| 2018–19 | Pedro Manzi           | Chennai City FC       | 21                | [ 10 ]  |
| 2018–19 | Willis Plaza          | Churchill Brothers SC | 21                | [ 10 ]  |
| 2019–20 | Nem osztották ki.     | Nem osztották ki.     | Nem osztották ki. | [ 11 ]  |
| 2020–21 | Bidyashagar Singh     | TRAU                  | 12                | [ 12 ]  |

| Szezon  | Játékos             | Klub              | Gólok             | Hiv.(s) |
| ------- | ------------------- | ----------------- | ----------------- | ------- |
| 2007–08 | Baichung Bhutia     | Mohun Bagan       | 9                 | [ 13 ]  |
| 2008–09 | Sunil Chhetri       | East Bengal       | 9                 | [ 13 ]  |
| 2009–10 | Mohammed Rafi       | Mahindra United   | 13                | [ 13 ]  |
| 2010–11 | Jeje Lalpekhlua     | Indian Arrows     | 13                | [ 13 ]  |
| 2011–12 | Chinadorai Sabeeth  | Pailan Arrows     | 9                 | [ 13 ]  |
| 2012–13 | C.K. Vineeth        | Prayag United     | 7                 | [ 13 ]  |
| 2013–14 | Sunil Chhetri       | Bengaluru FC      | 14                | [ 5 ]   |
| 2014–15 | Thongkhosiem Haokip | Pune              | 7                 | [ 6 ]   |
| 2015–16 | Sunil Chhetri       | Bengaluru FC      | 5                 | [ 7 ]   |
| 2015–16 | Sushil Kumar Singh  | Mumbai            | 5                 | [ 7 ]   |
| 2016–17 | Sunil Chettri       | Bengaluru         | 7                 | [ 8 ]   |
| 2017–18 | Abhijit Sarkar      | Indian Arrows     | 4                 | [ 9 ]   |
| 2017–18 | Subhash Singh       | NEROCA            | 4                 | [ 9 ]   |
| 2018–19 | Jobby Justin        | East Bengal FC    | 9                 | [ 14 ]  |
| 2019–20 | Nem osztották ki.   | Nem osztották ki. | Nem osztották ki. | [ 11 ]  |
| 2020–21 | Bidyashagar Singh   | TRAU              | 12                | [ 12 ]  |